# Karangsia
Karangsia is een bestuurslaag in het regentschap Ogan Komering Ilir van de provincie Zuid-Sumatra, Indonesië. Karangsia telt 552 inwoners (volkstelling 2010).